# Нікушор Банку
Нікушор Банку (рум. Nicușor Bancu, нар. 18 вересня 1992, Кримпоя) — румунський футболіст, захисник, півзахисник клубу «КС Університатя» та національної збірної Румунії.

## Клубна кар'єра
Народився 18 вересня 1992 року в місті Кримпоя. Вихованець футбольної школи клубу «Олт» (Слатіна). Дорослу футбольну кар'єру розпочав 2011 року в основній команді того ж клубу, в якій провів три сезон, взявши участь у 68 матчах Ліги II. 
Влітку 2014 року Банку приєднався до вищолігового клубу «КС Університатя», за який дебютував 25 липня 2014 року в домашній грі Ліги І проти «Пандурія» (1:1). 22 вересня 2014 року він забив перший гол у вищому дивізіоні у виїзній грі проти «Університаті» (Клуж-Напока), допомігши своїй команді виграти 2:0. У сезоні 2017/18 зі «студентами» Банку виграв Кубок Румунії, а у сезоні 2020/21 повторив це досягнення. У лютому 2019 року, після уходу капітана команди Александру Мітріце, Банку був призначений новим капітаном команди. Станом на 2 серпня 2022 року відіграв за крайовську команду 248 матчів в національному чемпіонаті.

## Виступи за збірні
2010 року дебютував у складі юнацької збірної Румунії (U-17), загалом на юнацькому рівні взяв участь у 6 іграх, відзначившись 3 забитими голами.
2013 року залучався до складу молодіжної збірної Румунії. На молодіжному рівні зіграв в одному офіційному матчі.
8 жовтня 2017 року дебютував в офіційних матчах у складі національної збірної Румунії в матчі відбору на чемпіонат світу 2018 року проти Данії (1:1), який проходив у Копенгагені внічию. На 66-й хвилині цього матчу Банку змінив Константіна Будеску.

## Титули і досягнення
- Володар Кубка Румунії (2):

«КС Університатя»: 2017/18, 2020/21
- Володар Суперкубка Румунії (2):

«КС Університатя»: 2021